# SMS Sankt Georg (1905)
El SMS Sankt Georg fue un crucero acorazado de la Marina austrohúngara (K.u.K Kriegsmarine). Fue construido en el arsenal naval de Pola (hoy Croacia), antes de la Primera Guerra Mundial.

## Concepción
Conforme a la práctica habitual en las marinas de la época, el buque estaba armado con un número consecuente de cañones de diferentes calibres.

## Historia operacional
En 1905, junto al crucero ligero SMS Szigetvár, partió en misión a Oriente Medio hasta 1906.
En 1907, El SMS Sankt Georg, junto al crucero ligero SMS Aspern, fueron los últimos buques de guerra de la Marina Austrohúngara que visitaron los Estados Unidos. 
En 1913, el crucero acorazado efectuó varias patrullas costeras por las costas de Montenegro, durante la Guerra de los Balcanes

### Primera Guerra Mundial
En agosto de 1914, el Sankt Georg se unió a la flota alemana estacionada en Pola y realizó patrullas junto al crucero de batalla SMS Goeben y al crucero ligero SMS Breslau. En 1915, el crucero intervino en las costas italianas en el bombardeo de Rimini, y en 1916, en el bombardeo de Ortona.
En 1918, la tripulación del Sankt Georg participó en el motín de Kotor, Montenegro. El buque fue emplazado después como navío-caserna en Tivat, Montenegro, hasta el fin de la guerra.

## Baja

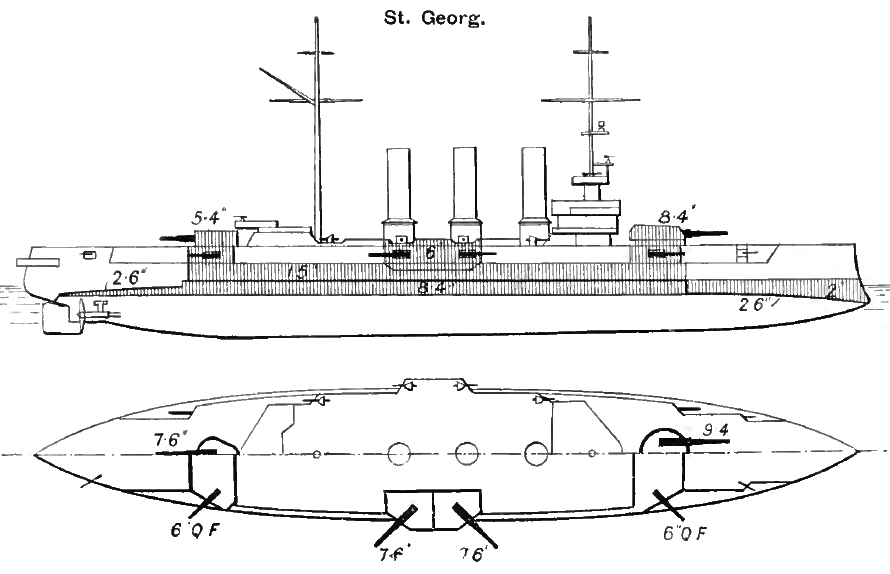
Planta y perfil del Sankt Georg.

En 1920, es entregado a los aliados y vendido a un arsenal naval de Trieste, Italia, para su desguace.

## Conmemoración
El Sankt Georg ha sido escogido como motivo principal de una lista de monedas austríacas en Euro de colección, acuñadas el 14 de septiembre de 2005. En ellas se representa al crucero acorazado navegando en el puerto de Nueva York, el 17 de mayo de 1907, pasando por delante de la Estatua de la libertad.